# Largeur
En géométrie plane, la largeur est la plus petite des deux mesures d'un rectangle ; l'autre mesure, de taille plus importante, est nommée longueur.
Le symbole de la largeur est « l » (lettre « l » minuscule) ; le symbole de la longueur est « L » (lettre « L » majuscule).
Dans le sens commun, la largeur d’un objet représente une dimension de cet objet qui s'oppose à sa hauteur et à sa profondeur. Selon la forme de l'objet et sa situation dans l'espace par rapport à l'observateur, il peut donc s'agir de la longueur d'une des faces de cet objet. Ainsi la largeur (ou emmarchement) d'une marche est en fait la longueur du rectangle constitué par la marche (ou par sa contremarche).
La largeur peut aussi s'appliquer, au sens figuré, à des sentiments (par exemple : « largeur d'esprit »).

## Géométrie
En géométrie plane, la largeur est le nom désignant la plus petite des deux mesures d'un rectangle, l'autre mesure de taille plus importante est nommée longueur.
Un rectangle qui possède des mesures de largeur et longueur égales est un carré, dont la seule mesure est le côté.

## Métrologie
La largeur est une dimension spatiale, qui peut être mesurée à l'aide d'unités de longueur, telles que celles identifiées par le Système international d'unités, le mètre et ses multiples.